# Mika Hannula
Mika Stefan Hannula (ur. 2 kwietnia 1979 roku w Sztokholmie, Szwecja) — szwedzki hokeista.
W 2003 roku reprezentował swój kraj na mistrzostwach świata w hokeju na lodzie mężczyzn, gdzie zajął wraz z reprezentacją Szwecji 2. miejsce i srebro. 3 lata później w 2006 Hannula znowu wystąpił na mistrzostwach świata w hokeju na lodzie mężczyzn, gdzie tym razem udało mu się zdobyć złoto.
Hannula wystąpił też na Zimowych Igrzyskach Olimpijskich 2006 w Turynie, gdzie wraz z reprezentacją swojego kraju mógł się zmierzyć z takimi reprezentacjami jak: Stany Zjednoczone, Rosja, Czechy czy Szwajcaria. W rundzie finałowej Szwecja wygrała z Finlandią 3:2, przez co na konto Hannuli wszedł złoty medal.

## Kluby
Źródło:
| Sezon     | Klub                    | Liga     |
| 1998–1999 | Lidingö HC              | Swe-3    |
| 1999–2000 | Hammarby IF             | Swe-2    |
| 2000–2001 | Malmö Redhawks          | SEL      |
| 2001–2002 | Malmö Redhawks          | SEL      |
| 2002–2003 | Malmö Redhawks          | SEL      |
| 2003–2004 | Houston Aeros           | AHL      |
| 2004–2005 | Malmö Redhawks          | SEL      |
| 2005–2006 | HV71                    | SEL      |
| 2006–2007 | HV71                    | SEL      |
| 2006–2007 | Łokomotiw Jarosław      | RSL      |
| 2007–2008 | SKA Sankt Petersburg    | RSL      |
| 2008–2009 | CSKA Moskwa             | KHL      |
| 2009–2010 | Djurgårdens IF          | SEL      |
| 2009–2010 | Saławat Jułajew Ufa     | KHL      |
| 2010–2011 | Mietałłurg Magnitogorsk | KHL      |
| 2010–2011 | Djurgårdens IF          | SEL      |
| 2010–2011 | Mietałłurg Magnitogorsk | KHL      |
| 2011–2012 | Espoo Blues             | SM-liiga |
| 2012–2013 | Espoo Blues             | SM-liiga |